# ATB (canal de televisión)
ATB (siglas de Asociación de Teledifusoras Bolivianas) también conocido como Red ATB es una cadena de televisión abierta de Bolivia, propiedad de ATBMedia y operado por Illimani de Comunicaciones S.A.
Fue fundada el 20 de octubre de 1984 por el empresario croata, Raul Garafulic Gutierrez, quien tenía experiencia como gerente de Televisión Boliviana. Su sede se encuentra en la Av. Argentina, en la zona de Miraflores, en la ciudad de La Paz. Se considera a ATB como el primer canal privado en Bolivia desde su fundación. Sus principales competidores son Unitel y Red Uno.

## Historia

### Antecedentes
En los años 1970 Hugo Banzer, entonces presidente de la República de Bolivia, nombró como gerente general de TV Boliviana a Raúl Garafulic Gutiérrez, quien poseía la mayor parte de las acciones del grupo minero Pucro. Fue el primer contacto de Garafulic con los medios de comunicación, lo que le preparó para ser dueño de su propio canal de TV. En 1984 Garafulic creó la sociedad Illimani de Comunicaciones para explotar medios de comunicación social, el 20 de julio de 1983, el Canal 9 de La Paz entonces repetidora de  Televisión Boliviana.
Fue en abril de 1984 que se rompió el monopolio estatal de medios al abrir dos canales en la ciudad de Santa Cruz de la Sierra: Universal Richards Canal 5 y Cruceña de Televisión Canal 13. Eso aceleró la salida al aire de Paceña de Televisión. Garafulic se juntó al empresario dueño de Telecine, Gonzalo Chiappe, y a Juan Carlos Costas Salmón para abrir su canal. Notificado que era peligroso abrir un canal de TV pirata en pleno centro de la ciudad se trasladó a Ciudad Satélite en los estudios de Telecine para hacer su primera transmisión al aire. Se montó un estudio improvisado y el 20 de octubre de 1984 nació Paceña de Televisión. Chiappe y Costas hicieron de presentadores y Juan Carlos Costas se presentó como el Gerente General del Canal 9. Raúl Garafulic no apareció en la primera emisión del canal, temeroso de ser detenido por operar un canal de TV pirata.

### Paceña de Televisión (1984-1987)
Una vez pasado el trauma del inicio de emisiones, el siguiente lunes 22, Paceña de Televisión se estableció en un edificio de la calle Romecín Campos en San Jorge y desde allí comenzó a emitir. Las emisiones diarias de Paceña comenzaban a las 3 de la tarde y el cierre de emisión era a la medianoche. Los sábados Canal 9 emitía desde las 5:00 p. m. hasta la medianoche y los domingos tenía dos emisiones: una matutina a las 10:00 p. m. y otra vespertina a las 3:00 p. m. con cierre a la medianoche.
Dentro de los primeros programas de Paceña de Televisión destacan: Blanco y Negro, Tres son Multitud y Los Magníficos. Las telenovelas El Rafa y La Mestiza sirvieron para llenar los espacios de la programación de los primeros meses. Se destacan también Lalo LaFaye como presentador de un programa de concursos, Óscar Peña Franco como director de prensa y Johnny Nogales, conductor del noticiero principal llamado Nueva Imagen.
En 1985 ante el surgimiento de más canales privados de TV, Paceña de Televisión tuvo que empezar sus emisiones más temprano. De lunes a viernes desde el mediodía hasta la medianoche. Los sábados desde las 9:00 a. m. y los domingos a la misma hora. Paceña se trasladó a nuevos estudios en la Avenida 6 de Agosto al lado del Rimpolio, una empresa que vende muebles. Los nuevos estudios de TV le dieron mayor espacio a las producciones del canal y se sumaron al grupo de presentadores Vicky Suazo y Miguel Maldonado con Clip Show por las tardes. El estudio de Paceña fue montado en un inmueble que se adaptó como estudio de TV, pero no presentaba las especificaciones internacionales para televisión.
Ese año también comenzó la emisión del Festival de Viña del Mar, y el nuevo transmisor fue inaugurado llegando a 1 kilovatio de potencia.
En 1985, también se consolidó la alianza con Millicom International, para el despliegue de su propia red de microondas, que la llevaría más tarde a ser Red Nacional.
En las elecciones generales de 1985, Paceña de Televisión formó una cadena con Cruceña de Televisión y Cochabambina de Televisión llamada la Red Tricolor y fue la primera vez que se usaron computadoras personales para hacer el recuento de los votos. Del mismo modo Paceña comenzó la emisión de Cine Trasnoche los sábados a la medianoche lo que le significó un buen índice de audiencia.
En 1986 Paceña hizo su primera gran transmisión de eventos deportivos al emitir el Mundial México 86 bajo la conducción de los hermanos Echavarría. A finales de ese año los responsables de canal 9 emitieron un comunicado por prensa en el que notificaron a sus clientes y televidentes que en mayo comenzaría la Red Nacional en las ciudades de Oruro y Cochabamba.

### ATB Red Nacional (1987-1992)
En mayo de 1987, nace la red Asociación de Teledifusoras Bolivianas con la unión de los canales 9 de La Paz, 8 de Oruro —creado el 8 de mayo de 1987— y 4 de Cochabamba -creado el 7 de enero de 1987- El enlace de microondas fue provisto por Millicom International que diseñó, montó y ejecutó una red de repetidoras a lo largo de tres departamentos del territorio nacional.
Como programa emblema de la Red Nacional nace A Todo Bingo, conducido por Lalo LaFaye, y Bingo Show un programa posterior con invitados internacionales. A Todo Bingo hacía un sorteo de bolillas de bingo que la gente debía de comprar y llenar a medida que fueran saliendo. Una tarjeta llenada significaba Bingo. El desarrollo del programa se hacía mediante un sistema computarizado que daba el nombre y la ubicación del ganador.
ATB Red Nacional empezó a emitir exitosas telenovelas venezolanas en su sector primetime. Otros programas destacados de esta época son Los Transformers, GI Joe, las transmisiones de la Fórmula 1. El horario de emisión fue ampliado a las 7:00 a. m. de lunes a viernes y a partir de las 8:00 p. m. los sábados y domingos.
En 1987, ATB y Teleoriente propiedad del Grupo Monasterio firmaron un convenio por el cual Canal 9 de Santa Cruz fue sumado a la Red Nacional como socio. Canal 9 de La Paz estrenó su unidad móvil. Johnny Nogales renuncia y Carlos Mesa asume de manera temporal la conducción del noticiero central.
En 1988, ATB se expandió por el sur llegando a los departamentos de Potosí, Sucre y Tarija. En 1989 comenzaron las emisiones en Trinidad pero el enlace fue muy complicado debido a la cantidad de ríos y selvas que atraviesan el trayecto entre los departamentos de Beni y Cochabamba, llamado Isiboro Sécure.
En 1990, ATB Red Nacional realizó la transmisión del Mundial Italia 90 conducido otra vez por los hermanos Echavarría. Ese mismo año ATB La Paz se traslada a su nuevo estudio en la avenida Argentina barrio de Miraflores. En 1991 llega a ATB un sistema de gráficos computarizados de Sillicon Graphics. Óscar Dorado se suma para conducir Más Deporte y Jacqueline Jiménez en el Show de Jacky. Se suma un programa de la productora PAT: De Cerca.
En 1992 la cadena Televisa compra 30% de ATB introduciendo así las telenovelas y programas mexicanos a la programación de la red nacional.

### ATB y Televisa (1992-1995)
ATB se convierte en el canal de Televisa en el país.
En 1993, con alianza de terceros de Toei Company (Japón), se emitieron series de la empresa mencionada, tanto animes que en su momento fueron considerados también como series animadas y series del género tokusatsu.
En 1994 ATB Red Nacional y CDT hacen la transmisión del Mundial USA 94 junto a Televisión Boliviana. El partido entre la selección boliviana y Alemania se constituye en el partido de mayor audiencia en la historia de la TV boliviana.
En 1995 la sociedad entre el Grupo Monasterio e Illimani de Comunicaciones se termina y ATB se queda fuera del aire en Santa Cruz de la Sierra, debido a que la Familia Monasterio con alianzas propias iniciaron el proyecto de la red nacional de televisoras Unitel. Junto a Ernesto Asbún (expropietario de la Cervecería Taquiña) compran al Banco Mercantil la red ABC y de esta manera ATB puede volver a emitir en Santa Cruz.
Ese mismo año ATB transmite de manera exclusiva la Copa América Uruguay 95.

### El Conglomerado de Medios (1995-2002)
Con la mirada puesta en La Razón, Raúl Garafulic hace una propuesta a los dueños, la familia Canelas y se adueña del mayor diario del país. Junto a ATB, una parte de las acciones de Bolivisión, el 100% de La Razón y acciones en el diario Opinión, El Nuevo Día, Extra; un 30% de acciones en RTP, Radio Metropolitana y la Doble Ocho Latina; la propiedad y dirección de Vida Sana, La Gaceta Jurídica, Viva el diario deportivo y otra parte pequeña en Bolivian Times; además de porcentajes referenciales en revistas como Cosas y el cine 6 de Agosto. Fuera de los medios Garafulic era accionista en la AFP Previsión del BBVA y el LAB Junto a su socio Ernesto Asbún. Illimani de Comunicaciones se había convertido en un enorme pulpo mediático con presencia en prensa, radio y televisión.
El 24 de abril de 1996, la Red ATB comienza a transmitir las Eliminatorias Conmebol Francia 98 donde transmitió los partidos de la Selección Boliviana de Fútbol de visitante contra Ecuador, Venezuela, Argentina, Perú y Colombia en directo para toda Bolivia, así el canal transmitió los 3 partidos de esas clasificatorias sudamericanas para Francia 98 también en directo para toda Bolivia.
En febrero de 1997, ATB comenzó a emitir vía satélite a través de Intelsat en el mux Bolivia. Para la señal de vuelta siguió utilizando la red de microondas de Entel.
En 1997, ATB transmitió la Copa América Bolivia 97 y para ello compró una gran cantidad de equipos, principalmente unidades móviles que hicieron posibles los enlaces a La Paz, Santa Cruz, Cochabamba, Sucre y Oruro
En 1998, ATB transmitió el Mundial Francia 98 junto a Televisión Boliviana. Los comentarios estuvieron a cargo de Lorenzo Carri.
En octubre de 2000, el grupo español Prisa (Promotora de Informaciones Sociedad Anónima), una empresa española, se compra el paquete accionario que era propiedad de Televisa, dejando a los mexicanos fuera de su negocio. Aparte de ATB Red Nacional, Prisa compra las acciones preferentes en La Razón.
Garafulic hizo enormes inversiones en su grupo comunicacional, como por ejemplo la compra e instalación de una gigantesca imprenta Goss que fue subida a duras penas al barrio de Alto Auquisamaña. Pero la pérdida del control sobre ATB y La Razón se produjo debido a que perdió el apoyo de ADN debido a su enfrentamiento con el ministro Guiteras; el crecimiento sorpresivo de Unitel; los problemas que le daba el Lloyd Aéreo Boliviano y la venta de su mina Pucro.

#### Disputa entre Garafulic y PRISA
Garafulic tenía deudas con Prisa y esta empresa española ante la falta de efectivo se adueñó de todo el paquete accionario de La Razón y ATB Red Nacional.
Tras la muerte de Raúl Garafulic, su socio, Ernesto Asbún (acusado de ser un testaferro de Garafulic por la adquisición del Lloyd Aéreo Boliviano) adquirió el 25% de acciones en ATB, lo que convirtió a Bolivision en su canal hermano (por un breve tiempo), siendo el 75% restante administrado por Inversiones en Radiodifusión (donde la familia Garafulic tenía el 40% y el restante en manos de PRISA)

### El corto reinado de Prisa (2002-2007)
Una vez dueños de los dos medios más grandes de Grupo Garafulic, Prisa se vio envuelta en una crisis, en parte por la situación delicada en España, por lo que tuvo que rematar todos sus activos unidos en PRISA Internacional, un brazo operativo de las empresas que tenía en Bolivia. El factor económico y el desinterés en la empresa en el mercado boliviano, influyeron en una eventual venta donde PRISA manejó durante unos cuatro años con más ansias de vender todas las acciones y recuperar el dinero invertido que en seguir creciendo. Finalmente en 2008, Prisa vende las acciones de los medios bolivianos a Akaishi Investments, una empresa española.
PRISA Internacional se disolvio y todos sus medios fueron repartidos a otros dueños: RTP y Radio Metropolitana volvieron a ser propiedad de Mónica Medina; Cosas fue vendida a un exministro del Gobierno; el LAB quebró y Ernesto Asbún escapó del país vendiendo sus acciones en Bolivisión a Remigio Ángel González, quien era dueño del conglomerado mexicano Albavisión; Bolivian Times volvió a manos de sus anteriores dueños.

### Etapa de Akaishi Investments (2008-2013)
La compra como tal se efectuó en la Comisión Nacional del Mercado de Valores, entre Grupo Prisa y Aikashi Investments, por un monto igual a € 3.1 millones (equivalentes a $ 4.1 millones) por un porcentaje equivalente al 25% que le pertenece a Inversiones en Radiodifusión, así como acciones preferentes en el periódico boliviano La Razón así como el diario Extra en Inversiones Grupo Multimedia de Comunicaciones (quien controlaba el 75% restante).
Con el inicio de la nueva administración, se dieron nuevos cambios de manera gradual: Después de mucho tiempo, rompió su alianza con Televisa que favoreció a Red Uno y Bolivisión; existió un cambio en la línea editorial, empezó a emitir caricaturas que se emitían en Nickelodeon (que estuvo en vigencia hasta 2020) y perdió ante Unitel, el primer lugar en audiencia.

#### Altercado en el programa "Anoticiando"
En la jornada nocturna del 9 de mayo de 2013, hubo un fuerte altercado de parte de los copresentadores del programa televisivo "Anoticiando", Ramón Grimalt, y el director de contenidos de la televisora, Jaime Iturri. El cruce verbal causó revuelo, marcado por la diferencia ideológica respecto a la "libertad de expresión", del cual Iturri defendía su tendencia política socialista como la salvación del país «mediante la lucha contra la injusticia social». Grimalt lo encara, sosteniendo que Iturri se puso la camiseta (del MAS-IPSP de Evo Morales), concluyendo que sus afirmaciones le costarian su trabajo en la televisora. Dichos altercados causaron mucha repercusión en la opinión pública, que fue difundido en internet.  Soraya Delfin, quien también es parte de los presentadores de la revista nocturna pidió al personal a que pasaran a comerciales. Años después, contraria que en esos años era una mordaza para seguir a una línea editorial parcializada, confirmando los nexos de Iturri con el socialismo boliviano y Evo Morales.

### Etapa de Invesbol (2014-2019)
ATB vuelve a manos bolivianas cuando la empresa española Akaishi Investments vende sus acciones a la empresa boliviana Invesbol, compuesta por Jaime "Jimmy" Iturri Salmón, Marcelo Hurtado (presidente del directorio de ATB) y Luis Nemtala. Es así que la programación de ATB se renueva y permite el regreso de teleseries argentinas y las telenovelas brasileñas, conservando programas emblemáticos como Sábados Populares y con Adolfo Paco y su hijo Cori Paco como conductores y el gran retorno de la experimentada María René Duchén como conductora de Anoticiando. Amplió sus operaciones en Santa Cruz, apostó a la producción nacional, implementando Documentos ATB, el único programa de investigación periodística en formado de reportaje y documental.

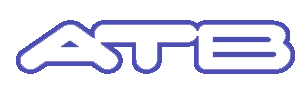
Logo utilizado de 2010 a 2020 (incluida la variante para su señal en HD).

A mediados de 2016, los directivos del canal iniciaron negociaciones para lanzar una versión de ATB en Argentina para los residentes bolivianos en ese país, bajo el nombre de ATB Argentina con el lema: El canal que la comunidad boliviana ve. ATB Argentina está en emisión desde Buenos Aires y tiene casi la misma programación de la señal boliviana.
En este periodo este y otros medios cómo La Razón y PAT, fueron acusados por sectores sociales opositores a Evo Morales de ser un medio paraestatal y de tener una línea editorial parcializada con el régimen, además de ser administrada por empresarios vinculados con Álvaro García Linera.

#### ATB Digital
El 21 de junio en La Paz, durante la ceremonia del 'Nuevo Año Aimara', ATB oficializó su señal digital con el nombre de ATB Digital, mas sin embargo el HD tiene como fecha tentativa el 20 de octubre de 2018, como parte del aniversario de la creación de Canal 9 La Paz (central de Red ATB), siendo el cuarto canal de Bolivia en ser lanzado en la TDT y la segunda dentro de las empresas privadas.

#### Conflictos sociales de 2019 y vínculos con Evo Morales
El 10 de noviembre de 2019, tras la renuncia de Evo Morales, Iturri renuncia a su cargo en ATB. En últimos años antes de este suceso,

### Época sin Jimmy Iturri, denuncias y COVID-19 (2019-2020)
En noviembre de 2019 negocia sin éxito con Televisa y Telemundo. Dentro de su screening, logra los derechos de las películas de Universal Pictures, que anteriormente estuvieron en Unitel, acuerdo que se mantuvo hasta 2022.
El canal renovó su imagen en 2020 y ahora también emite algunos programas clásicos, renovados, como Estudio Abierto, conducido por Ramón Grimalt y María Rene Duchen. El 10 de mayo (coincidentemente el aniversario de RTP) se estrenó para televisión nacional la película de comedia romántica Engaño a primera vista en coproducción/distribución con Actores Latinos, dirigida y protagonizada por los hermanos Yecid Jr. y Johanan Benavides.
El 17 de agosto de 2020 empieza a transmitir las telenovelas antiguas de Rede Globo de Brasil, empezando con Avenida Brasil.
El 21 de septiembre y como parte de su renovación tras su imagen deteriorada y su relación con el antiguo régimen, estrena la telenovela Con el corazón, el programa infantil Creetelo, el programa electoral Encuentro 2020, entre otros.
Ya para octubre anuncia la producción con PROMEDIOS, para un nuevo programa de concursos titulado Mi casa es tu casa, como el regreso de Giovana Chávez tras los magros números con Noobees y Club 57.

#### Caso relación PAT con ATB
El gobierno de Jeanine Áñez inicio con procesos penales contra los accionistas de ATB, PAT y La Razón por actos ilícitos económicos. En el caso de PAT, se implica a Marcelo Hurtado con la compra irregular del canal, siendo arrestado e imputado el 3 de enero de 2020 por el Ministerio Público. Hurtado es liberado, y luego es nuevamente detenido, en esta ocasión, es demandado por ATB, pero la situación legal del mismo quedó estancada.
También se emitió una orden de aprehensión contra Jimmy Iturri por presuntas irregularidades en la adquisición de las redes televisivas ATB y PAT, denunciado por los senadores Oscar Ortiz y Carmen Eva Gonzales, pero dejó el país rumbo a Argentina, asegurando que "regresará si las investigaciones se hacen en derecho" y que no tiene nexos con el MAS-IPSP.

#### Publicidad millonaria gubernamental
El 7 de mayo de 2020, Isabel Fernández (ministra de Comunicación del gobierno de Áñez) reveló que entre 2011 y 2019 todos los medios comunicación de señal nacional recibieron pagos por propaganda del régimen anterior, con un monto de 107 millones de bolivianos entre 2017 y 2019 para ATB. El gerente general del canal, Luis Nemtala, negó las acusaciones y dijo que verificará los datos afirmando que dicho tema corresponde a la "parte editorial".

### Segunda época de Iturri (2020-presente)
A horas de la posesión de Luis Arce Catacora, ATB (y posteriormente otros medios) divulgan que el abogado de Hurtado y del medio denuncian un presunto acto de extorsión de Marco Antonio Cossío, fiscal departamental de La Paz. Cossío exige, según la información, las acciones y el control de este medio a cambio de liberar a Hurtado.
A partir del regreso de Iturri, la mayoría de los programas propios fueron cancelados por varios factores, entre ellos la falta de audiencia y el excesivo pauteo gubernamental. ATB y La Razón retoman la línea editorial a favor del gobierno de Luis Arce y sus políticas y Hurtado asume de nuevo la presidencia del canal.
Esto permite al canal beneficiarse de un convenio para la difusión de EducaBolivia (franja de TV educativa oficial del Ministerio de Educación). El bloque es retirado sin previo aviso posteriormente. 
En medio de las elecciones subnacionales de 2021, WarnerMedia y Sony Pictures firman con Unitel. ATB llegó a un acuerdo de emitir reposiciones y de recuperar los derechos de Warner Bros., semanas después para compartir derechos con Unitel. En consecuencia, ganó los derechos de Paramount Pictures, Nickelodeon y ViacomCBS de RTP (a pesar de entregar a RTP en 2017-2019 y los derechos de Nickelodeon a Red Uno en 2020). Sony renovó contrato en junio de 2021, en exclusiva con Unitel luego del lanzamiento de Disney+.
El 3 de noviembre de 2021, tras las filtraciones de Pandora Papers, se denuncia que Iturri era beneficiado con un offshore bajo la empresa Fufurufu Inc. en las Islas Vírgenes Británicas, con ayuda de su padre (Jaime Iturri Salinas) y de su madre.
En 2023, se publicó un informe sobre la desactivación de cuentas de Facebook vinculadas al gobierno de Luis Arce, por parte de Meta Platforms (empresa matriz de Facebook, Carlos Romero Bonifaz (exministro en el gobierno de Evo Morales), denuncio un vínculo entre la filial de la empresa estatal, Entel (Entel Dinámica) y ATB (Asociados del Canal Valle S.A.) para malversar fondos con el fin de financiar tales cuentas por parte del gobierno, por un monto de Bs. 30 millones.
A través de un acuerdo con TelevisaUnivision (y luego de 17 años), ATB recupera los derechos de El Chavo del Ocho, así como las telenovelas y series de Televisa, tras la ruptura del acuerdo con Bolivisión, desde el 2025. Sin embargo, dicho acuerdo es cedido a Red Uno de Bolivia, que tras 20 años de sus últimas emisiones vuelve a emitir contenido de Chespirito.

#### Crisis económica en ATB
En marco del 1 de Mayo, día del trabajador, el Sindicato de trabajadores de la empresa privada ATB emitió una denuncia de que los trabajadores no recibieron sus sueldos por más de seis meses laburando en la televisora. Otra de las denuncias resalta el retiro de la señal al aire desde la ciudad de La Paz, continuando la programación desde Santa Cruz de la Sierra y Cochabamba, así como las "vacaciones colectivas" a los trabajadores de Canal 9 de La Paz. Jaime Iturri, por otro lado no hizo declaración alguna ante dichos reclamos del sindicato.
En la jornada del 1 de mayo, los trabajadores hicieron manifestaciones y piquetes, exigiendo el cumplimiento de sus derechos laborales, el pago de salarios y aportes para la jubilación. Entre esos reclamos, se revela que el gerente general, Jimmy Iturri, admitió la imposibilidad de cancelar los sueldos atrasados, pero instó a los trabajadores a «seguir produciendo», a pesar de que la televisora tiene pauta publicitaria tanto privado como gubernamental.
La Asociación Nacional de Periodistas de Bolivia se pronunció mediante un comunicado su preocupación y solidaridad con las personas que laburan en ATB La Paz - Canal 9.  En el comunicado se denuncia «suspensión de los aportes a las AFP y a la Gestora, y ha impuesto vacaciones colectivas forzadas en la sede de gobierno» , resaltando un incumplimiento flagrante del derecho al salario, y a la seguridad social, así como una estrategia de silenciamento e invisibilización de la protesta laboral.
Desde la televisora se pronunciaron con un comunicado de que se dio vacación a los trabajadores, con el motivo de cambio del internet. Sin embargo, en el documento no mencionan a sus incumplimientos profesionales hacia los trabajadores de la empresa.

## Programación

### Derechos de películas
ATB transmitía películas de varios majors como Warner Bros. Discovery, Amazon Studios, Lionsgate y NBCUniversal. Todos esos derechos se perdieron progresivamente cuando se fueron a Unitel, conservando solamente a Lionsgate y algunas películas de Universal Pictures.
Hasta el 2020, solía transmitir películas de Paramount Global (Paramount Pictures, Nickelodeon Movies y la biblioteca de DreamWorks antes de 2010) así como de Sony Pictures (Columbia Pictures, TriStar Pictures y Sony Pictures Animation). 

### Noticiarios
- La 1ra desde las 6:00.
- ANT (Anoticiando), al mediodía  Edición Merdiana a las 12:00.
- ATB Noticias Edición Central a las 19:00.
- Entrelineas (antes Luna Nueva, Anoticiando y Estudio Abierto). Desde las 21:30.

En las ciudades de La Paz, Cochabamba, y Santa Cruz de la Sierra transmiten sus noticias de sus regiones y después lo transmiten a nivel nacional con contactos de cada departamento del troncal boliviano las noticias más importantes del país y del exterior.

### Propietarios
| País    | Dueño                   | Periodo         | Paquete accionario                                                                             |
| ------- | ----------------------- | --------------- | ---------------------------------------------------------------------------------------------- |
| Bolivia | Grupo Garafulic (†)     | 1984-2002       | 100% (1984-1992) · 70% (1992-2002) · 0%, grupo disuelto (2003)                                 |
| México  | Televisa                | 1992-2000       | 30% (1992-2000) · 0% (2000)                                                                    |
| España  | Grupo Prisa             | 2000 - 2008     | 30% (2000-2008)                                                                                |
| España  | Akaishi Investments (†) | 2008-2014       | 100% (2008-2014) · 0%, empresa disuelta (2014)                                                 |
| Bolivia | Invesbol (†)            | 2014-2021       | 100% - 55% Jaime Jimmy Iturri - 31% Raúl Marcelo Hurtado (2014-) · 0%, empresa disuelta (2021) |
| Bolivia | ATBMedia                | 2021 - presente | 100% (2021-)                                                                                   |